# Labude, kad rata ne bude
Labude, kad rata ne bude osmi je studijski album bosanskohercegovačkog heavy metal i hard rock sastava Divlje jagode, koji izlazi 1994., a objavljuje ga diskografska kuća Intakt records.

## Popis pjesama
| Br. | Skladba                     | Tekstopisac       | Skladatelj    | Trajanje |
| --- | --------------------------- | ----------------- | ------------- | -------- |
| 1.  | »Zbog tebe draga«           | Fikret Kurtović   | Sead Lipovača |          |
| 2.  | »Labude, kad rata ne bude«  | Fikret Kurtović   | Sead Lipovača |          |
| 3.  | »Ljubav može sve«           | Fikret Kurtović   | Sead Lipovača |          |
| 4.  | »Što mi radiš to«           | Fikret Kurtović   | Sead Lipovača |          |
| 5.  | »Sarajevo ti i ja«          | Gojko Bjelac      | Sead Lipovača |          |
| 6.  | »Rospija«                   | Fahrudin Pecikoza | Sead Lipovača |          |
| 7.  | »Zvijezda sjevera«          | Fikret Kurtović   | Sead Lipovača |          |
| 8.  | »Na tvojim usnama«          | Fahrudin Pecikoza | Sead Lipovača |          |
| 9.  | »Mojoj ljubavi«             | Anto Janković     | Sead Lipovača |          |
| 10. | »Dali si ikad mene voljela« | Fikret Kurtović   | Sead Lipovača |          |

## Izvođači
- Sead Lipovača - gitare
- Zlatan Čehić - vokal i bas
- Nasko Budimlić - bubnjevi